# 雙孢蘑菇
雙孢蘑菇（学名：Agaricus bisporus）俗稱洋菇，也常被误称为口蘑（與口蘑不同），為伞菌科伞菌属的一种，是最常見的食用菇之一，肉質肥厚。原生於歐洲及北美洲，人類至少自古希臘時代起便開始食用，人工栽培則約始於17世紀的法國等地，現在則已經廣泛在世界各地栽培。
雙孢蘑菇最大約可長到蕈傘直徑20公分，蕈柄長度15公分，不過人工栽培的雙孢蘑菇多半在蕈傘成熟張開後直徑達2～4公分時便採收。雙孢蘑菇依外觀顏色區分可分為4種，即白色、灰白色、淡黃色及褐色，其中以白色種最受市場歡迎，也是產量最多的一種。

## 特征
双孢蘑菇在未成熟阶段通常呈现白色或者浅褐色，而且形状又圆又厚，在西方通常称其为巴黎蘑菇（champignon de paris），英语也称纽扣菇（Button mushroom）。成熟后，蘑菇伞会张开，肉色会深化而呈现深褐色，在西方也被称为Portobello。
- 棕色的雙孢蘑菇
- 雙孢蘑菇的切面
- 雙孢蘑菇的底部
- 长成连体的雙孢蘑菇
- 電子顯微鏡下的雙孢蘑菇孢子
- 雙孢蘑菇的栽培

## 栽培
雙孢蘑菇在70多个国家有种植，為最常見的食用菇之一。

## 食用

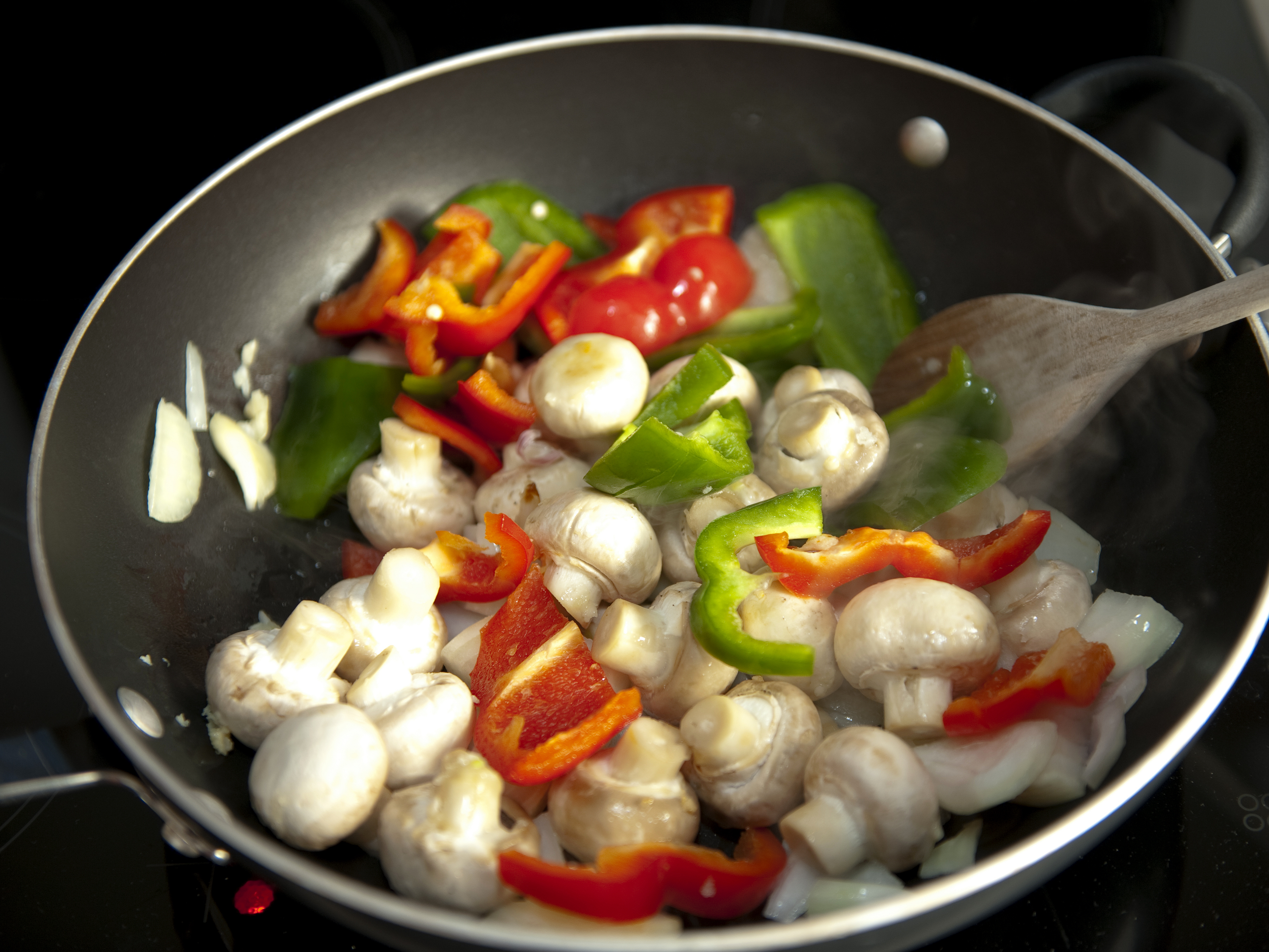
炒蘑菇

洋菇富含維生素、蛋白質和膳食纖維，脂肪含量低，热量低，是一种不错的食材。洋菇也是为数不多的，可以生吃的蘑菇之一。不过其子实体可能会含有遺傳毒性以及致癌性的物质，最好不要生吃。